# Elizabeth Raffald
Elizabeth Raffald (Doncaster, 1733 - Stockport, 19 april 1781) was een Engelse schrijver en uitvinder.

## Biografie
Ze werd geboren als Elizabeth Whittaker en was een van de drie dochters van Joshua Whittaker. Ze werd op 8 juli 1733 gedoopt. Nadat ze onderwijs had gekregen was ze voor een periode van vijftien jaar, van 1748 tot 1763, in dienst voor vrouwe Elizabeth Warburton van Arley Hall. Ze trouwde met de tuinman, John Raffald, van haar werkgever op 3 maart 1763. Raffald kreeg met hem negen kinderen.
Nadat ze uit dienst was getreden bij de Warburtons opende ze in Manchester een winkel waar mensen "koude vermakelijkheden, hete Franse gerechten en gebak" verkocht. Vanuit haar winkel leidde ze ook een kookschool. In 1769 publiceerde Raffald het boek Experienced English housekeeper, for the use and ease of ladies, housekeepers, cooks, &c., wrote purely from practice … consisting of near 800 original receipts. Tijdens haar leven zouden er nog zes edities van dit boek verschijnen. Hieruit bleek ook de populariteit van haar boek bij het publiek. Daarnaast speelde ze ook een rol in het opzetten van de tweede krant van Manchester, de Prescott's Journal, in 1771. Het jaar daarop publiceerde ze het boek Directory of Manchester, waarvan later twee uitgebreidere edities van verschenen.
Raffald overleed vrij plotseling op 19 april 1781 en werd vier dagen later begraven in Stockport.